# کلرمونت لس فرمز
کلرمونت لس فرمز (به فرانسوی: Clermont-les-Fermes) یک کمون (فرانسه) در فرانسه است که در ان (ا-دو-فرانس) واقع شده‌است. کلرمونت لس فرمز ۹٫۳ کیلومتر مربع مساحت دارد ۱۲۸ متر بالاتر از سطح دریا واقع شده‌است.